# Метішешть (Чуруляса, Алба)
Метішешть, Метішешті (рум. Mătișești) — село у повіті Алба в Румунії. Входить до складу комуни Чуруляса.
Село розташоване на відстані 313 км на північний захід від Бухареста, 47 км на захід від Алба-Юлії, 75 км на південний захід від Клуж-Напоки, 146 км на схід від Тімішоари.

## Населення
За даними перепису населення 2002 року у селі проживали 150 осіб, усі — румуни. Усі жителі села рідною мовою назвали румунську.